# Islay-Sund

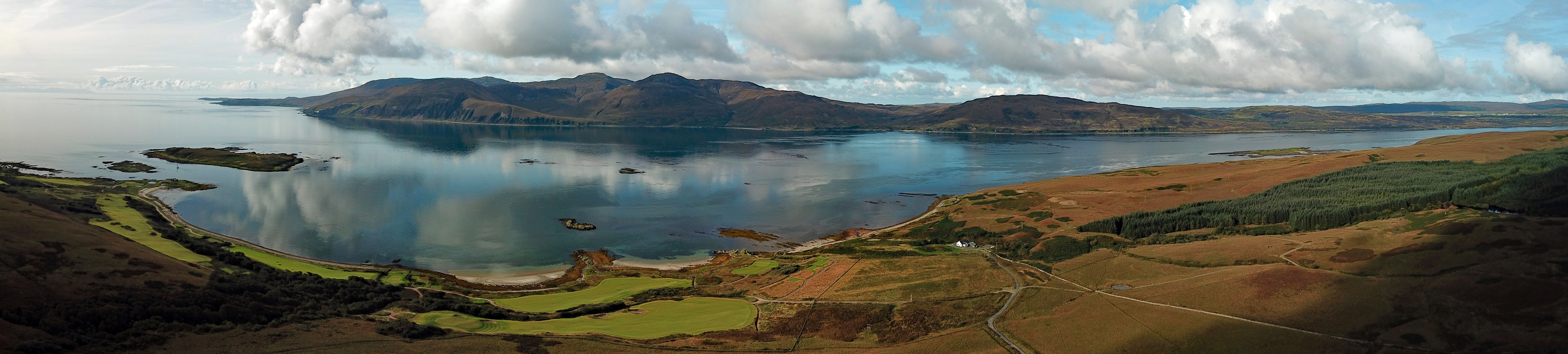
Panorama des Islay-Sunds von Jura aus gesehen

Der Islay-Sund (englisch Sound of Islay, gälisch: An Caol Ileach) ist eine Meerenge in Schottland. Er trennt die Hebrideninseln Islay und Jura. Der Islay-Sund verläuft in Nord-Süd-Richtung und ist an seiner engsten Stelle etwas weniger als einen Kilometer breit. Administrativ gehört er zur Council Area Argyll and Bute.
Eine Fähre verbindet Port Askaig auf Islay über den Sund hinweg mit dem Feolin-Anleger auf Jura und stellt die einzige Fährverbindung nach Jura dar. Eine weitere Fähre verbindet Port Askaig mit der Halbinsel Kintyre. Auf Islay liegen mit Bunnahabhain und Caol Ila zwei Whiskybrennereien direkt an der Küste des Islay-Sunds, wobei Caol Ila selbst ein gälischer Ausdruck für Islay-Sund ist.
Im Islay-Sund soll das leistungsstärkste Gezeitenkraftwerk der Welt installiert werden. Zehn Turbinen sollen genügend Energie zur Versorgung von 5000 Wohnhäusern liefern. Die veranschlagten Baukosten liegen bei 40 Millionen £.